# Darja Szergejevna Szamohina
Darja Szergejevna Szamohina cirill betűkkel: Дарья Сергеевна Самохина (Togliatti, 1992. augusztus 12. –) orosz kézilabdázó, az orosz Asztrahanocska játékosa.

## Pályafutása

### Klubcsapatokban
Pályafutását a Lada Togliatti csapatában kezdte. 2014-ben EHF-kupa-győztes lett a csapattal, 2016-ban pedig a Kupagyőztesek Európa-kupájában jutottak be a döntőbe. 2017 nyarán az Asztrahanocska csapatában folytatta pályafutását.

### A válogatottban
Az orosz válogatottban 2016-ban mutatkozott be, első világversenye az év végi Európa-bajnokság volt. Részt vett a 2017-es világbajnokságon is, ahol ő volt csapata legeredményesebb játékosa.

## Magánélete
Házas, férje Vlagyimir. 2014-ben végzett a Togliatti Állami Egyetemen.

## Sikerei, díjai
- EHF-kupa:
  - Győztes: 2013–14
- Kupagyőztesek Európa-kupája:
  - Döntős: 2015–16